# Sclerolaena densiflora
Sclerolaena densiflora là loài thực vật có hoa thuộc họ Dền. Loài này được (W. Fitzg.) A.J. Scott miêu tả khoa học đầu tiên năm 1978.